# 半帶鈍鰕虎魚
半帶鈍鰕虎魚（学名：Amblygobius semicinctus）為輻鰭魚綱鰕虎鱼目鰕虎魚科鈍鰕虎魚屬的其中一種，分布於印度洋區，包括莫三比克、馬爾地夫、安達曼群島、印尼等海域，棲息深度可達10公尺，體長可達11公分，生活在礁沙混合區海域，通常成對出現，會掘砂築巢，以小型無脊椎動物等為食。

## 扩展阅读
維基物種上的相關：半帶鈍鰕虎魚